# Petrarca Rugby 2017-2018
Questa voce raccoglie le informazioni riguardanti il Petrarca Rugby nelle competizioni ufficiali della stagione 2017-2018.

## Stagione
Reduce dalla positiva stagione 2016-2017, il club affronta la nuova annata con rinnovate ambizioni di rimanere al vertice e con diverse novità di rilievo, prima fra tutte il cambio della guida tecnica. In giugno non viene rinnovato il contratto all'allenatore Andrea Cavinato, per il quale sono state fatali le due partite perse con Rovigo nelle semifinali del campionato precedente, e la panchina viene affidata alla vecchia gloria petrarchina Andrea Marcato affiancato da Augusto Allori, che l'anno prima erano assistenti di Cavinato. Marcato faceva inoltre parte della rosa della prima squadra e debutta quindi come capo-tecnico.
Tra i giocatori che lasciano il Petrarca vi sono Afualo e Irving, arrivati l'anno precedente, il mediano Nikora, il pilone Niccolò Zago, che si accasa alle Fiamme Oro, e il veterano Luigi Ferraro. L'età media della squadra viene abbassata con l'arrivo delle giovani promesse Niccolò Cannone, Michele Lamaro, Antonio Rizzi, reduci dal campionato World Rugby under-20 2017, e Giacomo Braggiè. Arrivano inoltre il quotato tallonatore Roberto Santamaria dal Viadana, e l'esperta seconda linea Filippo Gerosa dal Benetton. Con la squadra trevigiana viene trovato un accordo in materia di permit players, che vede l'arrivo a Padova in settembre del pilone Filippo Filippetto, mentre al Benetton viene concesso l'utilizzo del pilone Makelara. L'unico nuovo straniero è il tre quarti italo-argentino Joaquim Riera, punto di forza della Nazionale argentina di rugby a 7 dal 2015, che va ad affiancare il connazionale Romulo Acosta e il samoano Jeremy Su'a, i soli stranieri rimasti dalla stagione precedente.
Nel febbraio 2018 viene varato il progetto "Accademia del Petrarca Rugby", fortemente voluto dal direttore generale Giuseppe Artuso, finalizzato a valorizzare e ad arricchire l'esperienza dei giocatori e dei tecnici delle giovanili, per i quali sono previsti allenamenti supplementari con la partecipazione di atleti della prima squadra.
Le semifinali raggiunte nel campionato precedente permettono al Petrarca di presentarsi al via della European Continental Shield, valida anche per la qualificazione alla European Challenge Cup del 2018-2019. Non prende invece parte al Trofeo Eccellenza 2017-2018.

### Campionato
La regular season del campionato si rivela trionfale per il Petrarca. Costretto ad inseguire le blasonate rivali Calvisano e Rovigo, che si aggiudicano gli scontri diretti con i padovani sul terreno di casa nel girone di andata, nel girone di ritorno vince tutti gli incontri disputati. Chiude quindi la regular season al primo posto con 4 punti di vantaggio su Calvisano e 7 su Rovigo, con la miglior difesa, il terzo miglior attacco e la seconda migliore differenza tra punti fatti e subiti.
Nelle semifinali dei play-off batte in entrambi gli incontri le Fiamme Oro, che hanno chiuso al quarto posto la stagione regolare. Il Petrarca si impone a Roma per 36-27 e in casa per 24-10 accedendo così alla finale - la prima dal vittorioso campionato 2010-2011 - che disputa sul campo di casa in virtù del primo posto nella regular season. A contendergli lo scudetto sono i campioni uscenti del Calvisano, che nell'altra semifinale eliminano il Rovigo dopo due incontri molto equilibrati grazie a un drop a tempo scaduto nella partita di ritorno giocata in casa.

### European Continental Shield
Eliminato nel 2016 nella European Continental Shield, il Petrarca non si era qualificato per la European Challenge Cup. La qualificazione ai play-off nel precedente campionato italiano gli dà il diritto di partecipare alla European Continental Shield per poter accedere alla Challenge Cup 2018-2019, ma viene eliminato finendo terzo nel girone dietro a Calvisano e ai georgiani del Batumi. Di rilievo in questo torneo la vittoria su Rovigo nell'ottobre 2017.